# Comuna de Ryczywół
Ryczywół (polaco: Gmina Ryczywół) é uma gminy (comuna) na Polónia, na voivodia de Grande Polónia e no condado de Obornicki. A sede do condado é a cidade de Ryczywół.
De acordo com os censos de 2004, a comuna tem 7066 habitantes, com uma densidade 45,7 hab/km².

## Área
Estende-se por uma área de 154,54 km², incluindo:
- área agricola: 71%
- área florestal: 22%

## Demografia
Dados de 30 de Junho 2004:
|                      | Total   | Total | Mulheres | Mulheres | Homens  | Homens |
| -------------------- | ------- | ----- | -------- | -------- | ------- | ------ |
|                      | pessoas | %     | pessoas  | %        | pessoas | %      |
| População            | 7066    | 100   | 3549     | 50,2     | 3517    | 49,8   |
| Densidade (pop./km²) | 45,7    | 100   | 23       | 23       | 22,8    | 22,8   |

De acordo com dados de 2002, o rendimento médio per capita ascendia a 1297,89 zł.

## Comunas vizinhas
- Budzyń, Czarnków, Oborniki, Połajewo, Rogoźno